# 日本臨床歯周病学会
特定非営利活動法人日本臨床歯周病学会（にほんりんしょうししゅうびょうがっかい、The Japanese Academy of Clinical Periodontology）は、日本における臨床現場における歯周病に関わる調査・研究を行っている学術団体の一つ。日本歯科医学会の認定分科会。

## 概要
1983年に臨床歯周病談話会として設立された。
- 臨床現場における歯周疾患の調査・研究、歯科医師のスキルアップ、情報提供を行なっている。2010年9月30日現在、会員数1,887名[2]。2011年現在、理事長は宮本泰和[2]。

## 総会
- 年１回

## 本部事務局
- （財）口腔保健協会による代行事務。〒170-0003　東京都豊島区駒込1-43-9　財団法人口腔保健協会内

## 支部
- 北海道、関東、中部、関西、九州

## 学会誌
- 「日本臨床歯周病学会会誌（Journal of the Japanese Academy of Clinical Periodontology）」年刊 ISSN 1345-4919 全国書誌番号:00114539 国立国会図書館請求番号 Z74-B989

## 専門認定
- 歯科医師
  - 日本臨床歯周病学会認定医
  - 日本臨床歯周病学会指導医
  - 日本臨床歯周病学会歯周インプラント認定医
  - 日本臨床歯周病学会歯周インプラント指導医
- 歯科衛生士
  - 日本臨床歯周病学会認定歯科衛生士
  - 日本臨床歯周病学会指導歯科衛生士
- 歯科技工士
  - なし

## 学会賞
- 川崎功労賞

## 入会
https://www.jacp.net/nyukai/

## 加盟団体
- 日本歯科医学会
- 日本歯学系学会協議会